# Liste der Naturdenkmale im Kreis Steinfurt
Die Liste der Naturdenkmale im Kreis Steinfurt nennt die in den Städten und Gemeinden im Kreis Steinfurt in Nordrhein-Westfalen gelegenen Naturdenkmale.

## Liste der Naturdenkmale - Außenbereich -

### Altenberge
| Bild | Nummer | Bezeichnung des Naturdenkmals                   | Ort        | Lage                                                         | Beschreibung |
| ---- | ------ | ----------------------------------------------- | ---------- | ------------------------------------------------------------ | ------------ |
|      | I. A 1 | Sommerlinde (Tilia platyphyllos)                | Altenberge | "Krüsellinde", 40 m NW Haus Nr. 47, Alter Münsterweg         |              |
|      | I. A 2 | Kopfeschenreihe (53 Bäume) (Fraxinus excelsior) | Altenberge | Im Hornbrook, 700 m westlich Hof Schulze-Niehoff, Kümper 203 |              |

### Emsdetten
| Bild | Nummer | Bezeichnung des Naturdenkmals | Ort       | Lage                     | Beschreibung |
| ---- | ------ | ----------------------------- | --------- | ------------------------ | ------------ |
|      | I. B 1 | Eiche (Quercus robur)         | Emsdetten | Hof Lintel, Hollingen 15 |              |

### Hörstel
| Bild | Nummer | Bezeichnung des Naturdenkmals                | Ort                | Lage                                                                 | Beschreibung |
| ---- | ------ | -------------------------------------------- | ------------------ | -------------------------------------------------------------------- | ------------ |
|      | I. D 1 | Rotbuche (Fagus sylvatica)                   | Hörstel-Bevergern  | Auf dem Huckberg, am Wanderweg (Hermannsweg), über dem Steinbruch    |              |
|      | I. D 2 | Sommerlinde (Tanzlinde) (Tilia platyphyllos) | Hörstel-Riesenbeck | Meisenweg 13, im Garten 5 m südlich der Hinterseite des Hauses       |              |
|      | I. D 3 | 3 Ulmen/Feldulme (Ulmus carpinifolia)        | Hörstel            | Ostenwalder Str. 107, am Gehweg, vor dem Parkplatz                   |              |
|      | I. D 4 | 2 Stieleiche (Quercus robur)                 | Hörstel-Dreiwalde  | auf dem Hof Dosenweg 11, vor dem Wohngebäude, 6 m südlich des Hauses |              |

### Hopsten
| Bild                | Nummer | Bezeichnung des Naturdenkmals | Ort     | Lage                                         | Beschreibung |
| ------------------- | ------ | ----------------------------- | ------- | -------------------------------------------- | ------------ |
| Dicke Eiche Hopsten | I. E 1 | 1 Stieleiche (Quercus robur)  | Hopsten | An der Zufahrt zum Hof Recker Str. 8 (L 599) |              |

### Horstmar
| Bild           | Nummer | Bezeichnung des Naturdenkmals           | Ort                   | Lage                                                                                | Beschreibung       |
| -------------- | ------ | --------------------------------------- | --------------------- | ----------------------------------------------------------------------------------- | ------------------ |
|                | I. F 1 | 1 Stieleiche (Quercus robur)            | Horstmar (Schagern)   | Vor Hof Börsting, 20 m östlich der Hofeinfahrt                                      |                    |
|                | I. F 2 | Kopflindenreihe (Tilia platyphyllos)    | Horstmar (Niedern)    | Auf dem Hof Niedern 15, längs der Vorderfront des Wohnhauses                        |                    |
|                | I. F 3 | 17 Eichen (Quercus robur)               | Horstmar (Niedern)    | 100 m SO Hof Brockmann, auf einer Weide. Die Weide liegt längs der Borghorster Wege |                    |
|                | I. F 4 | Hainbuchen-Kopfbaum (Carpinus betulus)  | Horstmar (Herrenholz) | Am Prozessionsweg, 12 m nördlich Haus Nr. 17                                        |                    |
|                | I. F 5 | Hainbuchen-Kopfhecke (Carpinus betulus) | Horstmar (Wissenhaus) | 150 m S und SW Hof Stegemann, beiderseits eines Grabens, am Rand einer Weide        |                    |
| weitere Bilder | I. F 6 | Leerbachquelle                          | Horstmar-Laer         | 150 m S und SW Hof Stegemann, beiderseits eines Grabens, am Rand einer Weide        | Quellgebiet 1/4 ha |
|                | I. F 7 | Sandstein (Opferstein)                  | Horstmar              |                                                                                     |                    |

### Ibbenbüren
| Bild | Nummer | Bezeichnung des Naturdenkmals | Ort                 | Lage                                                                                       | Beschreibung |
| ---- | ------ | ----------------------------- | ------------------- | ------------------------------------------------------------------------------------------ | ------------ |
|      | I. G 1 | 1 Stieleiche (Quercus robur)  | Ibbenbüren          | Ledder Str. 70, an der L 594, am Aa-See, im Garten neben dem Haus (5 m östlich des Hauses) |              |
|      | I. G 2 | 2 Stieleichen (Quercus robur) | Ibbenbüren-Dörenthe | Zu den Kämpen 50, am Wohnhaus                                                              |              |

### Ladbergen
| Bild | Nummer | Bezeichnung des Naturdenkmals         | Ort       | Lage | Beschreibung |
| ---- | ------ | ------------------------------------- | --------- | --- | ------------ |
|      | I. H 1 | 1 Eibe (Gemeine Eibe) (Taxus baccata) | Ladbergen | 20 m nördlich der B 475, bei km 0,8 (Kattenvenne-Saerbeck, 400 m vor der Kreuzung Umgehungsstraße Ladbergen-Lengerich), 4 m vom Grabenrand entlang der B 475 entfernt |              |

### Laer
| Bild | Nummer | Bezeichnung des Naturdenkmals                | Ort  | Lage                                                                                            | Beschreibung |
| ---- | ------ | -------------------------------------------- | ---- | ----------------------------------------------------------------------------------------------- | ------------ |
|      | I. J 1 | 1 Stieleiche (Quercus robur)                 | Laer | 40 m NW des Wohnhauses Hof Altenburg 24, auf einem verwilderten Gartengrundstück an einer Weide |              |
|      | I. J 2 | 2 Blutbuchen (Fagus sylvatica ‘Atropunicea‘) | Laer | beiderseits der Hofeinfahrt zum Hof Borgweg 1                                                   |              |

### Lengerich
| Bild | Nummer | Bezeichnung des Naturdenkmals         | Ort       | Lage | Beschreibung |
| ---- | ------ | ------------------------------------- | --------- | --- | ------------ |
|      | I. K 1 | 1 Stieleiche (Quercus robur)          | Lengerich | An der L 591 (Lengerich-Brochterbeck), an der Abzweigung des Wirtschaftsweges, der zum Hof Ibbenbürener Str. 85 führt, gegenüber der Einmündung des Wirtschaftsweges Baumkamps Telgen in die L 591.                       |              |
|      | I. K 2 | 1 Eibe (Taxus baccata)                | Lengerich | 7 m südöstlich der Vorderkante des Wohnhauses, wischen Wohnhaus und Garage, auf dem Hof des Gutes Erpenbeck, Erpenbecker Str. 128                                                                                         |              |
|      | I. K 3 | Rosskastanie (Aesculus hippocastanum) | Lengerich | in der Mitte des Hofes von Gut Erpenbeck, Erpenbecker Str. 128 |              |
|      | I. K 4 | Kopfeichen-Wallhecke (Quercus robur)  | Lengerich | Entlang des Teiles des Setteler Damms, der bei km-Stein 2,0 der Straße Erpenbeck-Lengerich in westlicher Richtung abzweigt. Die Hecke liegt auf der nördlichen Seite des Weges, beginnend 50 m von der Kreuzung entfernt. |              |

### Lotte
| Bild           | Nummer | Bezeichnung des Naturdenkmals | Ort           | Lage                                                                                          | Beschreibung |
| -------------- | ------ | ----------------------------- | ------------- | --------------------------------------------------------------------------------------------- | ------------ |
|                | I. M 1 | 1 Stieleiche (Quercus robur)  | Lotte, Wersen | 60 m südlich des Hauses Everskamp 10.                                                         |              |
|                | I. M 2 | 1 Stieleiche (Quercus robur)  | Lotte, Wersen | Achmerstr. 13, an der K 15, 10 m westlich des Hauses, im Graben gegenüber Abzweig Sonnenkamp. |              |
| weitere Bilder | I. M 3 | 2 Stieleichen (Quercus robur) | Lotte, Wersen | Achmerstr. 13, an der Hofzufahrt, 50 m südlich des Wohnhauses im Hof.                         |              |
|                | I. M 4 | 1 Stieleiche (Quercus robur)  | Lotte, Wersen | Wersener Holz 3, westlich an der Zufahrt zum Hof, vor einem Wohnhaus und neben einer Garage.  |              |

### Metelen
| Bild | Nummer | Bezeichnung des Naturdenkmals | Ort              | Lage                                                                            | Beschreibung |
| ---- | ------ | ----------------------------- | ---------------- | ------------------------------------------------------------------------------- | ------------ |
|      | I. N 1 | Winterlinde (Tilia cordata)   | Metelen-Naendorf | Auf dem Hof Naendorf 9 (Homannweg), neben dem Wohnhaus, 1 m südlich des Hauses. |              |

### Mettingen
| Bild           | Nummer | Bezeichnung des Naturdenkmals | Ort       | Lage                                                                | Beschreibung |
| -------------- | ------ | ----------------------------- | --------- | ------------------------------------------------------------------- | ------------ |
| weitere Bilder | I. O 1 | Stieleiche (Quercus robur)    | Mettingen | Recker Str. 55, direkt an der Hofeinfahrt, 15 m östlich des Hauses. |              |

### Nordwalde
| Bild | Nummer | Bezeichnung des Naturdenkmals                                                                                    | Ort                           | Lage | Beschreibung |
| ---- | ------ | --- | ----------------------------- | --- | ------------ |
|      | I. R 1 | Stieleiche (Quercus robur)                                                                                       | Nordwalde (Kirchbauernschaft) | 300 m südöstlich Hof Kirchbauernchaft 21, zwischen Acker und Wirtschaftsweg.                                                     |              |
|      | I. R 2 | Stieleiche (Quercus robur)                                                                                       | Nordwalde (Westerode)         | 25 m nördlich Hof Reckfort, Westerode 33, an der Zufahrt zum Hof, am Teich vor dem Hof.                                          |              |
|      | I. R 3 | Stieleiche (Quercus robur)                                                                                       | Nordwalde (Westerode)         | 50 m nördlich Hof Reckfort, 30 m östlich Hof Wissing.                                                                            |              |
|      | I. R 4 | Stieleiche (Quercus robur)                                                                                       | Nordwalde (Westerode)         | Hof Reckfort, Westerode 33, im Innenhof.                                                                                         |              |
|      | I. R 5 | Speckbirne (Pyrus communis)                                                                                      | Nordwalde (Westerode)         | An der Zufahrt zum Hof Reckfort, Westerode 33, an der Einfahrt zu den Weideflächen nordöstlich des Hofes, direkt vor dem Gatter. |              |
|      | I. R 6 | Kopfeschen-Reihe (3 Kopfeschen) (Fraxinus excelsior), 1 Kopfeiche (Quercus robur), 1 Kopfweide (Salix alba var.) | Nordwalde (Westerode)         | 550 m südwestlich der Schäferei (Hauptgebäude) Reckfort, Westerode 33, auf einer Weide.                                          |              |
|      | I. R 7 | Kopfeschenhecke (Fraxinus excelsior)                                                                             | Nordwalde (Westerode)         | 300 m südwestlich der Schäferei (Hauptgebäude) Reckfort, Westerode 33, am Rande von zwei Weideparzellen.                         |              |
|      | I. R 8 | Stieleiche (Quercus robur)                                                                                       | Nordwalde                     | Kirchbauerschaft 31, auf dem Hof, alte Hofeiche, südlich Nebengebäude und westlich Wohngebäude.                                  |              |

### Ochtrup
| Bild | Nummer | Bezeichnung des Naturdenkmals                                     | Ort                           | Lage | Beschreibung |
| ---- | ------ | ----------------------------------------------------------------- | ----------------------------- | --- | ------------ |
|      | I. S 1 | Schwarz-Pappel (Populus nigra)                                    | Ochtrup, Langenhorst          | Metelener Damm 51. |              |
|      | I. S 2 | 2 Winterlinden (Tilia cordata)                                    | Ochtrup, (Westerbauernschaft) | Hof Holtmann, Wester 64, 150 m östlich des Wohnhauses. |              |
|      | I. S 3 | 1 Buche/1 Eiche zusammengewachsen (Fagus sylvatica/Quercus robur) | Ochtrup, Welbergen            | Im Park des Hauses Welbergen, 50 m südöstlich des Hauptgebäudes, 20 m von der inneren Gräfte, welche die Innenanlage des Hauses Welbergen umgibt, entfernt. |              |
|      | I. S 4 | Gemeine Platane (Platanus x acerifolia)                           | Ochtrup, Welbergen            | Gelände des Hauses Welbergen, 40 m südwestlich vom Gasthof "Posthof" an der Innenseite der Gräfte, an der Zufahrt zum Haus Welbergen, Nordecke des Gartens. |              |
|      | I. S 5 | Gemeine Eibe (Taxus baccata)                                      | Ochtrup, Welbergen            | Ostecke des Gartens von Haus Welbergen, 60 m südlich vom Gasthof "Posthof" an der Innenseite der Gräfte.                                                    |              |
|      | I. S 6 | Stieleiche (Quercus robur)                                        | Ochtrup, Welbergen            | 40 m westlich des 2. Teehäuschens von Haus Welbergen am Teich, am Rande eines Buchen/Eichenwäldchens.                                                       |              |
|      | I. S 7 | Steinbruch                                                        | Ochtrup                       | An der Felsenmühle, ca. 105 m lang, 25 m breit. |              |

### Recke
| Bild | Nummer | Bezeichnung des Naturdenkmals | Ort          | Lage | Beschreibung |
| ---- | ------ | ----------------------------- | ------------ | --- | ------------ |
|      | I. T 1 | Stieleiche (Quercus robur)    | Recke-Harhof | Zum Harhof 30, an der Einfahrt des Harhofs, 24 m südlich Wohnhaus zum Harhof (Zum Harhof 30), 30 m südlich des Heuerlingshauses. |              |
|      | I. T 2 | Stieleiche (Quercus robur)    | Recke-Harhof | An der Straße Zum Harhof, 100 m südwestlich der Zufahrt.                                                                         |              |

### Rheine
| Bild           | Nummer | Bezeichnung des Naturdenkmals    | Ort                                     | Lage                                                       | Beschreibung |
| -------------- | ------ | -------------------------------- | --------------------------------------- | ---------------------------------------------------------- | ------------ |
| weitere Bilder | I. U 1 | Sommerlinde (Tilia platyphyllos) | Rheine-Nahrodde (Rheine rechts der Ems) | Nahrodder Str, westlich des Hauses Nr. 38, am km-Stein 1,2 |              |

### Saerbeck
| Bild | Nummer | Bezeichnung des Naturdenkmals          | Ort      | Lage                                                                                              | Beschreibung |
| ---- | ------ | -------------------------------------- | -------- | ------------------------------------------------------------------------------------------------- | ------------ |
|      | I. V 1 | Stieleiche (Quercus robur)             | Saerbeck | An der B 475 in Richtung Emsdetten, km 3,8, 80 m nordwestlich Wohnhaus Ruhmöller.                 |              |
|      | I. V 2 | Wacholder-Strauch (Juniperus communis) | Saerbeck | Im Sinninger Feld, auf einer Düne, westlich des Bevergerner Damms, 500 m südwestlich Hof Stephan. |              |

### Steinfurt
| Bild | Nummer | Bezeichnung des Naturdenkmals | Ort                                | Lage                                                                            | Beschreibung |
| ---- | ------ | ----------------------------- | ---------------------------------- | ------------------------------------------------------------------------------- | ------------ |
|      | I. W 1 | Stieleiche (Quercus robur)    | Steinfurt-Borghorst (Wilmsberg)    | 350 m südwestlich Hof Kock, 250 m nordwestlich Hof Schulze König, Wilmsberg 20. |              |
|      | I. W 2 | Rest einer alten Landwehr     | Burgsteinfurt, Bauerschaft Hollich | ca. 0,3 ha Innenwall, breiter Graben und Außenwall.                             |              |

### Tecklenburg
| Bild | Nummer | Bezeichnung des Naturdenkmals  | Ort                                   | Lage                                                                                             | Beschreibung |
| ---- | ------ | ------------------------------ | ------------------------------------- | ------------------------------------------------------------------------------------------------ | ------------ |
|      | I. X 1 | Stieleiche (Quercus robur)     | Tecklenburg-Niederdorf (Brochterbeck) | 180 m westlich Haus Niederdorf Nr. 86, 170 m nordöstlich Hof Wieschebrock, inmitten einer Weide. |              |
|      | I. X 2 | Tanzlinde (Tilia platyphyllos) | Tecklenburg-Leeden                    | Herkenstr. 17, im Hof, vor dem Haus, 19 m südwestlich des Wohnhauses.                            |              |
|      | I. X 3 | Linde (Tilia platyphyllos)     | Tecklenburg-Leeden                    | Am Hof des Gutes Rehorst, Habichtswald 12, 70 m östlic des Gutshauses.                           |              |

### Westerkappeln
| Bild | Nummer | Bezeichnung des Naturdenkmals                              | Ort                     | Lage | Beschreibung |
| ---- | ------ | ---------------------------------------------------------- | ----------------------- | --- | ------------ |
|      | I. Y 1 | Reihe von Kopfeichen/weiden (Quercus robur/Salix fragilis) | Westerkappeln-Schachsel | 75 m südlich der Einfahrt zu Hof Schachsel Nr. 78 (Beginn der Reihe), an der Straße zwischen Hof Schachsel 78 und Hof Seeste Nr. 32. |              |

### Wettringen
| Bild | Nummer | Bezeichnung des Naturdenkmals    | Ort                    | Lage | Beschreibung |
| ---- | ------ | -------------------------------- | ---------------------- | --- | ------------ |
|      | I. Z 1 | Sommerlinde (Tilia platyphyllos) | Wettringen-Rothenberge | 130 m südlich der Zufahrt zu Wohnhaus (Hof) Schulte Sutrum, Rothenberge, an der Straße zwischen Hof Schulte Sutrum und Hof Holtmann, Rothenberge 7. |              |